# Tonkinacris decoratus
Tonkinacris decoratus är en insektsart som beskrevs av George Clifford Carl 1916. Tonkinacris decoratus ingår i släktet Tonkinacris och familjen gräshoppor. Inga underarter finns listade i Catalogue of Life.